# جورج دبليو. برنس
جورج دبليو. برنس (بالإنجليزية: George W. Prince)‏ هو محامي وسياسي أمريكي، ولد في 4 مارس 1854 في مقاطعة تيزويل في الولايات المتحدة، وتوفي في 26 سبتمبر 1939 في لوس أنجلوس في الولايات المتحدة. حزبياً، نشط في الحزب الجمهوري. وقد انتخب عضو مجلس نواب إلينوي وانتخب عضو مجلس النواب الأمريكي.